# Trajaya
Trajaya is een bestuurslaag in het regentschap Majalengka van de provincie West-Java, Indonesië. Trajaya telt 4171 inwoners (volkstelling 2010).